# Ambohimitsinjo
Ambohimitsinjo è una città e comune del Madagascar situata nel distretto di Sambava, regione di Sava. 
La popolazione del comune rilevata nel censimento 2001 era pari a 5 219 unità.